# The Red Mill
The Red Mill este un film american de comedie din 1927, cu Marion Davies, regizat de Roscoe Arbuckle (ca William Goodrich) și produs de King Vidor.

## Distribuție
- Marion Davies - Tina
- Owen Moore - Dennis
- Louise Fazenda - Gretchen
- George Siegmann - Willem
- Karl Dane - căpitanul Jacop Van Goop
- Russ Powell - Burgomaster
- Snitz Edwards - Caesar Rinkle
- William Orlamond - Guvernatorul
- Fred Gamble - Proprietarul e han
- Ignatz - el însuși
- Kay Deslys - Patinator
- Sally Eilers - Patinator
- Scotty Mattraw - Bucătar
- Carl 'Major' Roup
- Turner Savage - Băiat